# Glee: The Music, Volume 7
Glee: The Music, Volume 7 はアメリカのミュージカル・テレビドラマ番組の『glee/グリー』の出演者による11作目となるサウンドトラックアルバムである。アルバムはコロムビア・レコードより2011年12月6日に発売された。

## 背景
このアルバムは通常版と特別版が発売されると発表されていたが、 16曲のカバーで15曲の通常版のみの発売となった(1曲はアデルの2曲を用いたマッシュ・アップ)。ターゲットで発売されたアルバムは5曲ボーナストラックとして収録され20曲となった。

## 評価
| 専門評論家によるレビュー | 専門評論家によるレビュー |
| レビュー・スコア         | レビュー・スコア         |
| 出典                     | 評価                     |
| ------------------------ | ------------------------ |
| allmusic                 | [ 3 ]                    |

『Allmusic』のヘザー・フレーズは5つ星の内、3つ星を与え、「番組の中でもっとも落ち着いており、センスのよい選曲を伝統的なグリーの用法と掛け合わせている」と評した。

## トラック・リスト
| #   | タイトル                                       | 作詞・作曲 | 原曲アーティスト         | 時間 |
| --- | ---------------------------------------------- | --- | ------------------------ | ---- |
| 1.  | 「You Can't Stop the Beat」                    | マーク・シャイマン、スコット・ウィットマン                                                                                     | 『ヘアスプレー』         | 3:43 |
| 2.  | 「It's Not Unusual」                           | レス・リード、ゴードン・ミルズ                                                                                                 | トム・ジョーンズ         | 2:05 |
| 3.  | 「Somewhere」(feat. イディナ・メンゼル)        | レナード・バーンスタイン、スティーヴン・ソンドハイム                                                                           | 『ウエスト・サイド物語』 | 2:51 |
| 4.  | 「Run the World (Girls)」                      | テリウス・ナッシュ、ビヨンセ、ウェスリー・ペンツ、デイヴィッド・テイラー、アディドジャ・パルマー、ニック・ヴァン・デ・ウォール | ビヨンセ                 | 3:59 |
| 5.  | 「Fix You」                                    | クリス・マーティン、ジョニーバックランド、ガイ・ベリーマン、ウィル・チャンピオン                                               | コールドプレイ           | 4:35 |
| 6.  | 「Last Friday Night (T.G.I.F.)」               | ケイティ・ペリー、ルカスズ・ゴットワルド、マックス・マーティン、ボニー・マッキー                                               | ケイティ・ペリー         | 3:48 |
| 7.  | 「Uptown Girl」                                | ビリー・ジョエル | ビリー・ジョエル         | 3:01 |
| 8.  | 「Tonight」                                    | バーンステイン、ソンドヘイム                                                                                                   | 『ウエスト・サイド物語』 | 2:51 |
| 9.  | 「Hot for Teacher」                            | エドワード・ヴァン・ヘイレン、デイヴィッド・リー・ロス、マイケル・アンソニー、アレックス・ヴァン・ヘイレン                     | ヴァン・ヘイレン         | 4:46 |
| 10. | 「Rumour Has It / Someone Like You」           | アデル、ライアン・テッドダー / アデル、ダン・ウィルソン                                                                        | アデル                   | 3:29 |
| 11. | 「Girls Just Want to Have Fun」                | ロバート・ハザード | シンディ・ローパー       | 2:42 |
| 12. | 「Constant Craving」(feat. イディナ・メンゼル) | k.d.ラング、ベン・ミンク | k.d.ラング               | 4:38 |
| 13. | 「ABC」                                        | ザ・コーポレーション | ジャクソン5              | 2:54 |
| 14. | 「Control」                                    | ジミー・ハリス三世、テリー・レウィス、ジャネット・ジャクソン                                                                   | ジャネット・ジャクソン   | 3:54 |
| 15. | 「Man in the Mirror」                          | サイーダ・ギャレット、グレン・バルラード                                                                                       | マイケル・ジャクソン     | 4:07 |

| #   | タイトル                                       | 作詞・作曲 | 原曲アーティスト         | 時間 |
| --- | ---------------------------------------------- | --- | ------------------------ | ---- |
| 1.  | 「You Can't Stop the Beat」                    | マーク・シャイマン、スコット・ウィットマン                                                                                     | 『ヘアスプレー』         | 3:43 |
| 2.  | 「It's Not Unusual」                           | レス・リード、ゴードン・ミルズ                                                                                                 | トム・ジョーンズ         | 2:05 |
| 3.  | 「Somewhere」(feat. イディナ・メンゼル)        | レナード・バーンスタイン、スティーヴン・ソンドハイム                                                                           | 『ウエスト・サイド物語』 | 2:51 |
| 4.  | 「Run the World (Girls)」                      | テリウス・ナッシュ、ビヨンセ、ウェスリー・ペンツ、デイヴィッド・テイラー、アディドジャ・パルマー、ニック・ヴァン・デ・ウォール | ビヨンセ                 | 3:59 |
| 5.  | 「Fix You」                                    | クリス・マーティン、ジョニーバックランド、ガイ・ベリーマン、ウィル・チャンピオン                                               | コールドプレイ           | 4:35 |
| 6.  | 「Last Friday Night (T.G.I.F.)」               | ケイティ・ペリー、ルカスズ・ゴットワルド、マックス・マーティン、ボニー・マッキー                                               | ケイティ・ペリー         | 3:48 |
| 7.  | 「Take Care of Yourself」(ボーナストラック)    | テディー・トンプソン | テディー・トンプソン     | 3:13 |
| 8.  | 「Uptown Girl」                                | ビリー・ジョエル | ビリー・ジョエル         | 3:01 |
| 9.  | 「Tonight」                                    | バーンステイン、ソンドヘイム                                                                                                   | 『ウエスト・サイド物語』 | 2:51 |
| 10. | 「Hot for Teacher」                            | エドワード・ヴァン・ヘイレン、デイヴィッド・リー・ロス、マイケル・アンソニー、アレックス・ヴァン・ヘイレン                     | ヴァン・ヘイレン         | 4:46 |
| 11. | 「Rumour Has It / Someone Like You」           | アデル、ライアン・テッドダー / アデル、ダン・ウィルソン                                                                        | アデル                   | 3:29 |
| 12. | 「Perfect」(ボーナストラック)                  | P!NK、マックス・マーティン、シェルバック                                                                                       | P!NK                     | 3:30 |
| 13. | 「I'm the Only One」(ボーナストラック)         | メリッサ・エスリッジ | メリッサ・エスリッジ     | 4:25 |
| 14. | 「Girls Just Want to Have Fun」                | ロバート・ハザード | シンディ・ローパー       | 2:42 |
| 15. | 「I Kissed a Girl」(ボーナストラック)          | ケイティ・ペリー、ルーカスズ・ゴットワルド、マックス・マーティン、キャシー・デニス                                             | ケイティ・ペリー         | 2:59 |
| 16. | 「Constant Craving」(feat. イディナ・メンゼル) | k.d.ラング、ベン・ミンク | k.d.ラング               | 4:38 |
| 17. | 「Red Solo Cup」(ボーナストラック)             | ブレット・ビーバース、ジム・ビーバース、ブラッド・ワーレン、ブレット・ワーレン                                                 | トビー・キース           | 3:41 |
| 18. | 「ABC」                                        | ザ・コーポレーション | ジャクソン5              | 2:54 |
| 19. | 「Control」                                    | ジミー・ハリス三世、テリー・レウィス、ジャネット・ジャクソン                                                                   | ジャネット・ジャクソン   | 3:54 |
| 20. | 「Man in the Mirror」                          | サイーダ・ギャレット、グレン・バルラード                                                                                       | マイケル・ジャクソン     | 4:07 |

## チャート
| チャート名 (2011年)  | 最高順位 |
| -------------------- | -------- |
| Mexican Albums Chart | 58       |

## 参考
1. 1 2  “Glee: The Music, Volume 7 Available Tuesday 12/6”.   GleeTheMusic.com. Sony Music Entertainment (2011年11月22日). 2011年11月24日閲覧。
2. 1 2  “Glee Volume 7 - Only at Target”. Target.com (2011年11月22日). 2011年12月6日閲覧。
3. 1 2  Phares, Heather. “Review - Glee: The Music, Vol. 7”.  allmusic. Rovi Corporation. 2012年7月16日閲覧。
4. ↑  http://www.centrodedesarrollodigital.com/amprofon3/Top100.pdf